# Wolfgang Weise
Wolfgang Weise   (Leipzig, 12 de juny de 1949) és un exjugador de voleibol alemany que va competir sota bandera de la República Democràtica Alemanya durant les dècades de 1960 i 1970.
El 1972 va prendre part en els Jocs Olímpics de Múnic, on guanyà la medalla de plata en la competició de voleibol. En el seu palmarès també destaca una medalla d'or al Campionat del Món de voleibol de 1970 i a la Copa del Món de voleibol de 1969. A nivell de clubs jugà al SC Leipzig, amb qui guanyà vuit lligues de la RDA.